# 국가공간정보통합체계
국가공간정보통합체계(國家空間情報統合體系)는 대한민국 정부에서 추진하는 사업으로서, 다양한 기관에서 공통으로 활용되는 공간정보의 범정부적 통합관리 및 공동활용의 필요성이 대두되면서 시작되었으며, 국가공간정보에관한법률(2009.05.22) 제2조 6항에 '기본공간정보 데이터베이스를 기반으로,  중앙행정기관, 지방자치단체, 공공기관 등에서 구축한 국가공간정보체계를 통합 또는 연계하여 국토해양부장관이 구축·운용하는 공간정보체계'라고 정의하고 있다. 이러한 국가공간정보통합체계는 공간정보의 중복 구축 및 갱신 비용을 절감하고, 각 부처의 토지 이용 및 규제 정보 등 다양한 토지관련 정보를 다양한 사용자가 일목요연하게 볼 수 있도록 하여, 대민서비스의 개선과 과학적이고 합리적인 정책 수립을 지원하고 있다.

## 추진 경과
대한민국의 공간정보 구축사업은 지난 95년 이래 시행된 국가GIS (Geographic  Information System) 사업 이후 양적,질적으로 비약적인 성장을 이루었으나, 대부분의 GIS시스템이 조직과 업무별로 구축되어 시스템간 자료를 공유할 수 없는 문제가 발생되었고 이는 공간자료의 중복 구축 등 문제점으로 지적되었다.
이러한 문제점을 해결하기 위해  국토해양부와 행정안전부는 ’08년 각종 공간정보시스템의 연계․통합을 추진하기로 하고, ’09년에는 각 기관별 공간정보를 연계하기 위한 표준시스템 개발, 공간정보 DB 및 행정주제도 구축 등의 사전 준비를 하여 8개 시도 와 36개 시군구에 시범적으로 적용하였다.

국가공간정보통합체계 개념도.

'10년부터 ’12년까지는 확산 단계로서 다양한 애플리케이션의 개발과 보급을 통해 국가공간정보통합체계의 활용성을 극대화하고, 국토의 보존과 관련한 임상도, 문화재, 연안정보도 등을 단계적으로 구축한다. 또한, 전국의 광역자치단체와 기초자치단체에 국가공간정보통합체계를 확산하고, 부처별로 개별 보유하고 있는 다양한 공간정보를 연계하여 공동 활용할 목적으로 진행 중이다.
구축된 국가공간정보통합체계는 홈페이지 등을 통해 정부기관 뿐만아니라 민간 및 산업에 이르는 전 분야에서 활용할 수 있게 함으로써 체계적 국토관리의 기반 역할을 수행하게 되며 대국민 서비스의 새로운 편의성과 가치를 제공하게 된다.
- 국토통합정보시스템 정보화계획수립(국토해양부, 2006)
- 행정업무에 공간자료활용 연계활용방안수립 ISP(행정안전부, 2007)
- 국가공간정보체계 기반연구 (국토연구원, 2007)
- 국가공간정보체계구축 시범1차 사업(국토해양부/행정안전부, 2008)
- 국가공간정보체계구축 시범2차 사업(국토해양부/행정안전부, 2009)
- 국가공간정보체계 확산구축 사업(국토해양부/행정안전부, 2010)

## 범위
국가공간정보통합체계는 크게 다음과 같은 서비스 체계로 구성되어 있다. 첫째, ‘지방자치단체 내부서비스로서 공간정보 및 표준체계 공유, 정보 활용체계의 표준화 확대, 외부기관의 정보활용 서비스를 제공하며 둘째, 중앙부처 및 유관기관 서비스를 위해 외부기관의 공간정보제공, 공간정보 카탈로그, 국토정책수립 지원 서비스를 제공하고 마지막으로, 대국민 서비스를 위한 공간정보 포털기반, 공간정보 유통기반, 공간정보 융/복합 산업기반 제공 등과 같이 자치단체, 중앙행정기관 및 대국민 전반에 걸쳐 공간정보와 그의 활용을 위한 체계 공급이 국가공간정보통합체계의 주요 목적이다.

### 지방자치단체 내부서비스

#### 공간정보 및 표준체계 공유
- 자치단체에서 운영하는 유관 정보시스템과 공간정보의 수평적 연계에 의한 공유 및 활용
- 국가공간정보기반의 표준체계를 적용한 공간정보의 활용범위 확산을 통하여 자치단체 공간정보 활용체계의 표준화 확대

#### 행정업무의 공간정보 연계
- 업무간, 조직간 협업체계 지원을 위한 공간정보의 수직․수평적 행정업무 연계활용
- 시설물관리, 지도점검, 현장조사, 보고통계 등의 행정업무 분야에 공간정보 활용

#### 외부기관의 공간정보 활용
- 외부기관의 정책지원, 행정처리, 학술연구, 개발사업 등에 공간정보 연계 및 매쉬업 서비스

### 중앙부처 및 유관기관 서비스

#### 외부기관의 공간정보 제공
- 국가공간정보통합체계의 통합 공간정보를 필요로 하는 수요기관에 관련 정보를 발췌하여 제공
- 제공된 자료의 위․변조 및 오용을 방지하기 위한 보안 적용

#### 공간정보 카달로그 서비스
- 국가공간정보통합체계 및 유관 GIS시스템에서 보유하고 있는 각종 공간정보의 제공 및 서비스 지원
- 국가공간정보통합체계의 통합창구를 통하여 접근통제 처리

#### 국토정책수립 지원 기반 제공
- 균형있는 국토의 개발과 보전을 지향하는 효율적인 국토정책수립 지원을 위한 통합 공간정보 제공

### 대민서비스 및 기타

#### 공간정보 포털 기반 제공
- 공간정보 대민 포털을 통하여 일반국민에게 온라인․원스탑 서비스로 제공되는 기반정보 제공

#### 공간정보 유통 기반 제공
- 국가공간정보통합체계에서 관리되는 다양한 종류의 공간정보를 국가 GIS유통체계를 통하여 제공

#### 공간정보 융․복합산업 기반 제공
- 유비쿼터스, 모바일, 가상공간 등의 융․복합 산업분야에서 활용되는 기반 공간정보 제공

## 제공하는 공간정보와 서비스

#### 통합데이터베이스
- 기본/기타 공간정보
- 1/5,000 축척 임상도
- 연안정보도
- 문화재보존관리지도
- 환경성평가지도
- 행정주제정보
- 용도지역지구정보

## 기대 효과
이러한 국가공간정보통합체계가 완료되면 국가와 지방자치단체는 국가공간정보통합체계를 통하여 언제 어디서나 원하는 공간정보와 서비스를 제공받을 수 있게 되며, 행정정보에 공간정보를 연계한 입체적 대민행정서비스를 통해 국민의 행정신뢰도 향상에 큰 도움이 되는 것은 물론, 공개가 가능한 최신의 공간정보를 민간에게 보급함으로써 유비쿼터스, 모바일, 가상공간 등 융복합 산업분야 발전에 기여할 것으로 예상된다.
- 국민생활의 편의 증대
- 행정업무의 효율성 제고
- 과학적 의사결정 지원
- 공간정보의 중복구축 방지 및 비용절감
- 첨단 융․복합 산업의 발전기반 조성

## 같이 보기
- 대한민국 국토해양부
- 세움터

## 참고 문헌
- 국토해양부(2006). 국토통합정보시스템 정보화계획수립
- 지속가능발전위원회(2006). 국토통합정보시스템 구축방안 보완 보고서
- 김형태.(2007). 한국토지정보시스템과 국토통합정보시스템의 추진전략. 2007한국GIS학회 추계학술대회, p159~p166.
- 행정안전부(2007). 행정업무에 공간자료활용 연계활용방안수립 ISP
- 국토연구원(2007). 국가공간정보체계 기반연구